# AT Microscopii

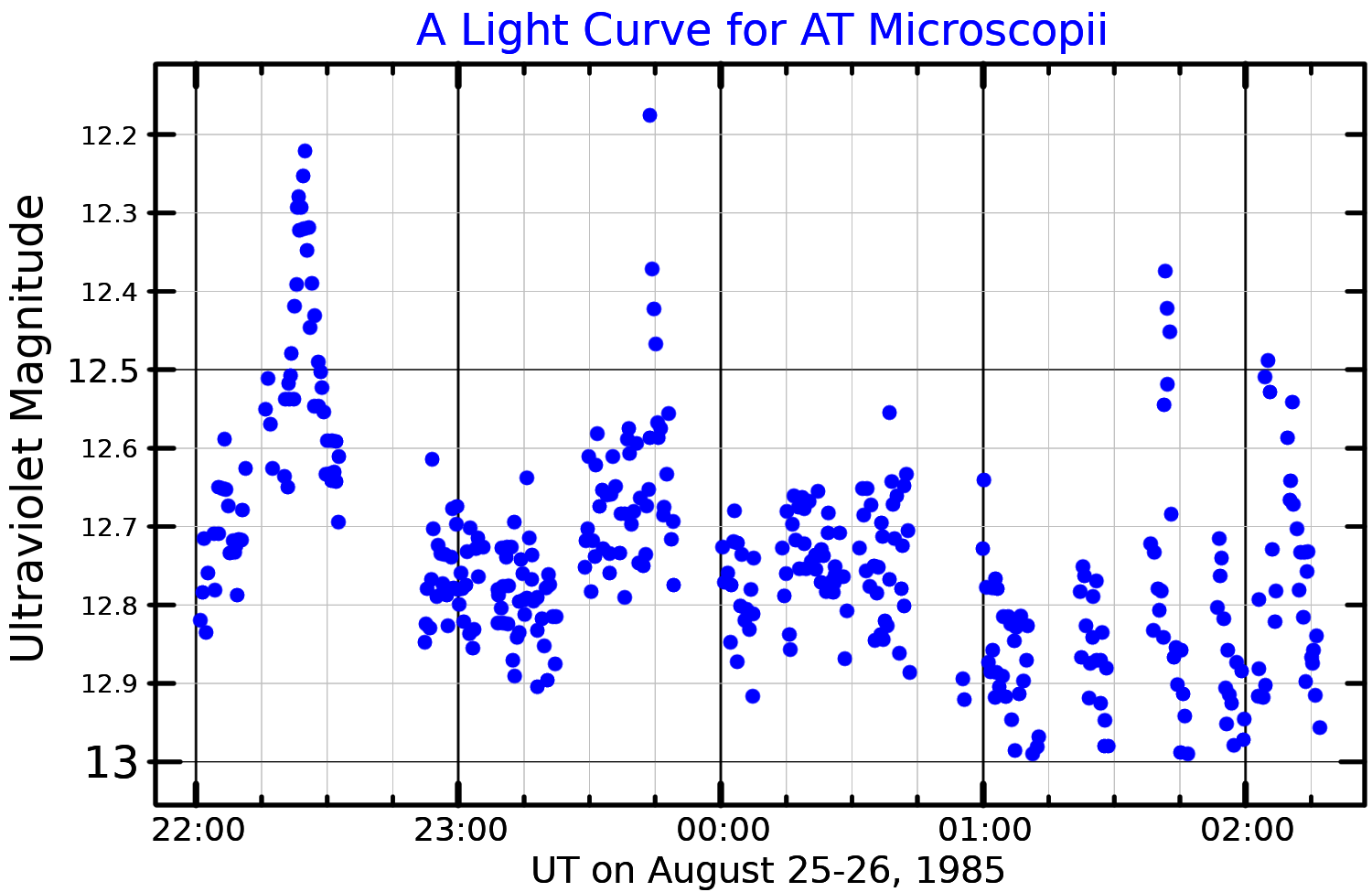
Lichtkromme van AT Mic

AT Microscopii  is een tweevoudige ster met een spectraalklasse van M4.V en M4.5. De ster bevindt zich 32,9 lichtjaar van de zon en is mogelijk gebonden aan AU Microscopii.